# Ash Ra Tempel
Ash Ra Tempel — німецький краут-рок-гурт, утворений 1970 року у Західному Берліні, в 1977 року гурт змінив назву на  Ashra.
Ініціатором утворення гурту був Мануель Геттшінг (Manuel Göttsching), 9.09.1952, Берлін, Німеччина — гітара, клавішні, ударні, вокал, який вже з наймолодших років почав опановувати гітару. З 1967 року музикант почав виступати з аматорськими блюз-роковими гуртами, такими як Bluebirds, The Bomb Proofs, Bad Jo та Steeple Chase Blues Band.
Під кінець шістдесятих років Геттшінг зацікавився електронною музикою, і вирішивши утворити власний гурт, для співпраці запросив Клауса Шульце (Klaus Schulze) — клавішні, гітара, ударні; та Хартмута Енка (Hartmut Enke) — бас, гітара, клавішні. Однак цей склад проіснував недовго. 1971 року гурт покинув Шульце, а 1973 року — Енке. На початку сімдесятих з Ash Ra Tempel співпрацювали також Розі Мюллер (Rosi Mueller) — вокал, вібрафон, цитра, арфа; Стів Шрьодер (Steve Schröder) — клавішні; Дітер Діркс (Dieter Dierks) — бас, ударні; Вольфганг Мюллер (Wolfgang Müller) — ударні, вібрафон та відомий письменник Петер Хандке (Peter Handke) — ударні. З 1974 року гурт найчастіше виступала як дует: Геттшінг та Лутц Ульбріх (Lutz Ulbrich) — гітара, клавішні, або як тріо з Харальдом Гросскопфом (Harald Grosskopf)  — ударні.
У творчості Геттшінга переважали довгі, езотеричні композиції у меланхолійному настрої, найчастіше з простим гітарним мотивом, що занурювали слухача у медитаційний стан, наприклад, «Amboss», «Traummaschine», «Light & Darkness», «Schwingungen», «Interplay Of Forces», «Ocean Of Tenderness», «Lotus» та «Code Blue». Також музикант часто експериментував з звучанням електрогітари, наприклад, у композиціях «Echo Waves» чи «Pluralis», та вміло доповнював свою гітару такими незвичайними інструментами, як арфа та цитра. Для роботи над платівкою «Seven Up» Геттшінг   запросив   американського психолога та популяризатора L.S.D. Тімоті Лері, доручивши йому написати тексти для цього альбому. Сам Геттшінг теж багато співпрацював з різними артистами, головним чином з середовища німецького електронного року. Разом з іншими музикантами гурту він взяв участь у запису платівок Клауса Шульце, що виходили під такими псевдонімами Шульце: The Cosmic Jokers та Richard Wahnfried. А як сесійний музикант Геттшінг допомагав Вальтеру Вегмуллеру, Клаусу Крюгеру, Die Dominas та Alphaville. Писав музику до багатьох радіо-передач, театральних вистав, а  також  кінофільмів.

## Дискографія
- 1971: Ash Ra Tempel
- 1972: Schwingungen
- 1973: Seven Up
- 1973: Join  Inn
- 1973: Ash Ra Tempel Starring Rosi
- 1974: Inventions Fof Electric Guitar
- 1976: Communication — The Best Of Ash Ra Tempel
- 1976: New Age Of Earth (у Франції)
- 1977: New Age Of Earth (у всьому світі)
- 1978: Blackouts
- 1979: Correlations
- 1980: Belle Alliance
- 1984: E2-E4
- 1989: Walkin' The Desert
- 1991: Tropical Heat (записано в 1985/1986)
- 1991: Dream & Desire (записано в 1977)
- 1993: Le Barceau De Cristal (записано в 1975)
- 1998: Sauce Hollandaise
- 1998: @shra
- 2000: Gin Rosé At The Royal Festival Hall
- 2000: Friendship (Ash Ra Tempel & Klaus Schulze)

### Лутц Ульбріх
- 1981: Lüül
- 1983: Lüül und Ich

### Харальд Гросскопф
- 1980: Synthitist
- 1986: Oceanheart